# Nietzsche contra Wagner
Nietzsche contra Wagner  (o Nietzsche contro Wagner) è un saggio critico di Friedrich Nietzsche, scritto nel 1888-1889 e pubblicato però solo nel 1895, ovvero sei anni dopo il suo collasso mentale.

## Il libro

### Le critiche e gli elogi rivolti a Wagner da Nietzsche
Nel saggio Nietzsche descrive il proprio allontanamento dal suo ex-amico ed ex-idolo Richard Wagner: il filosofo conduce contro di lui un attacco, ne disapprova le sue scelte di vita, principalmente la conversione al cristianesimo, interpretata come un segno di debolezza. Nietzsche apprezza, tuttavia, i suoi riguardi personali su tonalità, musica e arte, ne ammira la potenza nel suscitare emozioni e nell'esprimere il proprio mondo interiore. Inoltre, stigmatizza in modo enfatico e reciso quelle che dal suo punto di vista considera le tare religiose del musicista.

### L'antisemitismo di Wagner
Ci sono almeno due ragioni per ritenere importante questo scritto. Innanzitutto, testimonia l'evoluzione dall'atteggiamento iniziale del giovane filosofo, quasi in adorazione al cospetto della grandiosa parabola esistenziale di Wagner — ad un'indagine più matura, caratterizzata da una profonda disillusione e da un'aspra critica nei confronti del compositore. Altrettanto importante è il fatto che quest'opera può valere a confutare chi si ostini ad etichettare il pensiero di Nietzsche in maniera approssimativa sotto un'immeritata categoria di gretto antisemitismo: Nietzsche era, di fatto, filo semita, ed ammirava l’ebraismo come una dottrina inizialmente da gregge che poi è evoluta aristocraticamente. Il filosofo argomenta così da questo lapidario giudizio:
Nietzsche detesta Wagner per il suo antisemitismo, e, nei suoi biglietti della follia, Nietzsche scrive: "Farei fucilare tutti gli antisemiti.". Nietzsche si distanziò da ogni singolo antisemita nella sua vita: Wagner in primis, la sorella Elizabeth dopo e il suo marito Bernard infine. Nietzsche è anche severo nel giudizio mosso al Kaiser di Germania, da lui accusato di incapacità governativa; tanto che, in uno dei biglietti, il filosofo scrisse: "Invito il Kaiser ad andare a Roma, e lì, di farsi fucilare.". Non da meno è la critica contro il papa, che recita: "Il papa dovrebbe consegnarsi alle autorità.".